# 萨伊氏斑胸蚜蝇
薩伊氏斑胸蚜蠅（學名：Spilomyia sayi）是北美洲一種常見的食蚜蠅。它們偽裝成黃蜂。
薩伊氏斑胸蚜蠅成蟲長1.2-1.6厘米，於6月至10月在北部出沒。雄蠅會在高地上等待雌蠅，幼蟲則會在枯萎的落葉樹木的心木中。